# 扎科·托馬塞維奇
扎科·托馬塞維奇（1990年2月22日—）是一位黑山足球運動員。在場上的位置是中後衛。他現在效力於比利時足球甲級聯賽球隊皇家科爾特里克足球俱樂部。他也代表黑山國家足球隊參賽。